# HIR 3
HIR 3, hrvatska desetmetarska jedrilica. Projektirao ju je Carlo Alberto Tiberio, vlasnik manjeg talijanskog škvera, a završena je u prosincu 1979. pod imenom CAT 34 (što su incijali imena vlasnika).
Jedrilicu je kupio Mladen Šutej koji je od prosinca 1979. pa do svibnja 1980. preuređuje u marini Punat, ugradivši sve instalacije i interijer od tikovine. Njezino prvo takmičenje bila je Istarska regata iste godine.
Na svoje prvo prekoatlantsko putovanje HIR 3 i Mladen Šutej kreću 1982. godine iz Žurkova za Karibe i Floridu, te natrag preko Atlantika za Hrvatsku. Čitav ovaj put trajao je godinu dana.
Prvo putovanje oko svijeta u razdoblju od 1987. do 1989. godine ide preko zloglasnog Rta Horn, Torresovog tjesnaca i kroz Crveno more. Jedrilica je preplovila sva tri oceana, snimljen je dokumentarac Jedrima oko svijeta i napisane su dvije knjige.
Godine 1991. brod je teško oštećen u Dubrovniku za vrijeme agresije na Hrvatsku, ali ju je Šutej uspio spasiti i obnoviti. Godinama nakon toga služi za školu jedrenja a među polaznicima je 1992. i četrnaestgodišnji Saša Fegić koji će od 2018 do 2020 s HIR-om 3 prvi puta oploviti svijet pod hrvatskom zastavom.
HIR 3 i danas je u plovnom stanju, a matična mu je luka Mali Lošinj.

## Podaci o brodu
| Tehnički podaci o brodu |                                                         |
| ----------------------- | ------------------------------------------------------- |
| Dužina                  | 10,34 m                                                 |
| Maks. širina            | 3,30 m                                                  |
| Gaz                     | 1,80 m (prazan); 1,92 m (s jednom tonom opreme i hrane) |
| Istisnina               | 5.300 kg                                                |
| Balast                  | 2.500 kg                                                |
| Visina jarbola          | 15 m                                                    |
| brzina                  | 6,8 čvorova                                             |
| Motor                   | Lombardini 27 HP                                        |
| Matična luka            | Mali Lošinj                                             |

## Vanjske poveznice
- HIR 3 zatvorio krug oko svijeta  Arhivirana inačica izvorne stranice od 6. ožujka 2021. (Wayback Machine)